# Wonnica piżmówka
Wonnica piżmówka (Aromia moschata) – owad z rodziny kózkowatych.

## Charakterystyka
Należy do podrzędu chrząszczy wielożernych, obejmującego większość chrząszczy i wyróżnianego obok chrząszczy drapieżnych. Rozwój tego owada związany jest z wierzbą, na której żeruje larwa a sokami tego drzewa odżywia się imago. Jaja składa do szczelin w pniu, w których następnie rozwijają się młode. W przypadku masowych pojawów może powodować zamieranie drzewa. Nazwa polska (a także łacińska) nawiązuje do wydzieliny o silnej woni piżma, którą ten chrząszcz produkuje. Występowanie: Europa.

## Budowa
Wielkość
Dorosłe osobniki 15-34mm; larwy 4cm
Miejsca występowania na terenie Polski
Występuje na terenach, które porastają stare okazy wierzby. Kózkę tę można też spotkać na kwiatach.
Czułki
wyrastają przed oczami, są bardzo długie (sięgają aż za odwłok), zagięte do tyłu;
Aparat gębowy
charakterystyczny dla chrząszczy: typu gryzącego;
Biotop
osobniki dorosłe spotyka się od czerwca do sierpnia na wierzbach; larwy także związane z tym drzewem, czasem jednak ich rozwój może przebiegać na topoli i olszy.